# 宗教政黨
宗教政黨指以宗教為基礎的政黨。

## 概述
宗教政黨是指主要由宗教組織出於宗教原因而成立，或從事具有宗教背景的政治活動的政黨。

## 世界各地的宗教政黨
例如，歐洲的基督教民主黨。在德國，尤其著名的是自前西德時期就存在的德國基督教民主聯盟。此外，還有中間派民主國際，這是一個最初以基督教政黨起家的國際組織。
在伊斯蘭世界，政黨分為世俗主義政黨和伊斯蘭宗教政黨。
在印度，有以印度教為基礎的印度人民黨和濕婆軍黨，以及以錫克教為基礎的阿卡利黨等政黨，它們與世俗主義的印度國民大會黨和印度共產黨（馬克思主義派）衝突。

## 依國家概覽

### 比利時
- 弗拉芒:
  - 基督教民主聯盟 (CD&V) - 基督教民主黨
- 瓦隆:
  - 基督教民主聯盟 (CDF) - 基督教民主黨

### 德國
- 德國基督教民主聯盟 (CDU) - 基督教民主黨（在巴伐利亞無代表）
- 基督教社會聯盟 (CSU) - 基督教民主黨（僅在巴伐利亞有代表）

### 以色列
- 聯合阿拉伯名單 (Ra'am) - 伊斯蘭主義

### 荷蘭
- 基督教民主呼籲 (CDA) - 基督教民主黨
- 基督教聯盟 (CU) - 正統-新教

### 挪威
- 挪威基督教人民黨

### 南非
- 非洲基督教民主黨

### 日本
- 公明黨

### 朝鮮民主主義人民共和國
- 天道教青友黨